# Lista de candidaturas do Partido da Social Democracia Brasileira ao Governo da Bahia
Lista das Candidaturas do Partido da Social Democracia Brasileira ao Governo da Bahia desde a sua fundação, incluindo candidatos à vice, coligação e desempenho eleitoral.

## Candidatos à Governador
| Ano  | Candidato à Governador  | Candidato à Governador | Cargo Anterior              | Candidato à Vice-governador (a) | Partido | Coligação                                            | T. | Votos   | %      | P. | Resultado  | Governador Eleito |
| ---- | ----------------------- | ---------------------- | --------------------------- | ------------------------------- | ------- | ---------------------------------------------------- | -- | ------- | ------ | -- | ---------- | ----------------- |
| 1994 | Jutahy Magalhães Júnior |                        | Deputado Federal pela Bahia | Sérgio Gaudenzi                 | PSDB    | Frente Bahia Popular (PSDB, PT, PSB, PPS, PCdoB, PV) | 1° | 463.331 | 14,13% | 3° | Não Eleito | Paulo Souto (PFL) |

## Candidatos à Vice-governador
| Ano  | Candidato à Vice-governador (a) | Candidato à Vice-governador (a) | Cargo Anterior                                                         | Candidato à Governador | Partido | Coligação | T. | Votos     | %      | P. | Resultado  | Vice-governador Eleito |
| ---- | ------------------------------- | ------------------------------- | ---------------------------------------------------------------------- | ---------------------- | ------- | --- | -- | --------- | ------ | -- | ---------- | ---------------------- |
| 2002 | Saulo Pedrosa                   |                                 | Prefeito de Barreiras (1993-1997)                                      | Prisco Viana           | PMDB    | Sou Livre, Voto Prisco (PMDB, PSDB, PSC)                                                                     | 1° | 226.217   | 4,23%  | 3° | Não Eleito | Eraldo Tinoco (PFL)    |
| 2010 | Nilo Moraes Coelho              |                                 | Vice-governador da Bahia (1987-1989) - Governador da Bahia (1989-1991) | Paulo Souto            | DEM     | A Bahia Merece Mais (DEM, PSDB)                                                                              | 1° | 1.033.600 | 16,09% | 2° | Não Eleito | Otto Alencar (PP)      |
| 2014 | Joaci Góes                      |                                 | Deputado Federal pela Bahia (1987-1991)                                | Paulo Souto            | DEM     | Unidos pela Bahia (DEM, PSDB, PMDB, Solidariedade, PRB, PROS, PSC, PPS, PHS, PV, PRP, PSDC, PTC, PTN, PTdoB) | 1° | 2.440.409 | 37,39% | 2° | Não Eleito | João Leão (PP)         |
| 2018 | Mônica Bahia                    |                                 | -                                                                      | José Ronaldo           | DEM     | Coragem Para Mudar a Bahia (DEM, PSDB, PSC, PTB, PRB, SD, PATRI, PV, PPL)                                    | 1° | 1.502.266 | 22,26% | 2° | Não Eleita | João Leão (PP)         |